# Gorączka okopowa
Gorączka okopowa (gorączka pięciodniowa) – choroba zakaźna wywoływana przez bakterie z gatunku Bartonella quintana, roznoszone przez wesz ludzką (odzieżową). Charakteryzuje się nawracającą gorączką, trwającą za każdym razem około pięciu dni. Przy zastosowaniu odpowiedniej antybiotykoterapii rokowanie u osób bez upośledzonej odporności jest zwykle pomyślne.

## Nazewnictwo
Choroba, znana prawdopodobnie od starożytności, otrzymała cały szereg nazw: gorączka okopowa (ang. trench fever, świadectwo epidemii z czasów I wojny światowej), gorączka pięciodniowa (łac. febris quintana), gorączka (choroba) bolesnych goleni (ang. shin bone fever), gorączka wołyńska (Wołyń – kraina historyczna na Ukrainie), gorączka Mozy (Moza – rzeka we Francji), choroba Hisa-Wernera (od nazwisk odkrywców zespołu: Wilhelma Hisa Jr. i Heinricha Wernera) czy miejska gorączka okopowa (ang. urban trench fever, z powodu występowania wśród bezdomnych w amerykańskich metropoliach).
Od czasu pierwszego opisania bakterii z rodzaju Bartonella (a. Bartonia) przez dr A. L. Bartona w 1909 nastąpiły poważne zmiany w taksonomii tych gatunków (pierwsza połowa lat 90.) Poprzednie miana: Rochalimaea/Wolhynia/Rickettsia quintana, Rickettsia pediculi, Rickettsia/Burnetia/Rochalimaea wolhynica, Rickettsia weigl sugerowały ścisły związek z rodziną Rickettsiaceae. Obecnie na podstawie badań DNA dowiedziono, że większe pokrewieństwo istnieje z rodzajami Brucella i Agrobacterium.

## Epidemiologia

Okopy brytyjskie podczas bitwy nad Sommą

Bakterie z rodzaju Bartonella są przede wszystkim patogenami zwierzęcymi. Ludzie wydają się żywicielami przypadkowymi, którzy zostają zarażeni podczas żerowania wspólnych pasożytów albo przez bezpośredni kontakt z zanieczyszczonym materiałem odzwierzęcym. Dla Bartonella quintana typowym wektorem jest wesz ludzka (Pediculus humanus corporis), powszechnie występujący owad, który przy niedostatecznych warunkach sanitarnych łatwo przenosi się w obrębie społeczeństwa. Źródłem zakażenia mogą być również hipotetycznie kleszcze z rodzaju Ixodes oraz pchły. Liczne wybuchy epidemii miały miejsce podczas I wojny światowej, kiedy cierpiało na gorączkę okopową do 1/5 walczących na froncie żołnierzy obu stron. Obecnie najczęściej spotyka się ją u osób bezdomnych. Zainteresowanie B. quintana wzrosło ponownie od zakwalifikowania jej do grupy patogenów budzących szczególny niepokój (ang. emerging pathogens) i identyfikacji pokrewnych gatunków chorobotwórczych.
Patofizjologia infekcji B. quintana była opisywana w osobnych publikacjach. Patogen, obecny w odchodach wszy, do krwi przenika poprzez otarcia lub miejsca ukłuć. Prawdopodobnie równie dobrze do zakażenia może dojść bezpośrednio podczas żerowania wszy lub kleszczy na ciele gospodarza.

## Przebieg choroby
Pacjenci z gorączką okopową charakteryzują się średnio-ciężkim stanem klinicznym. Zwykle objawy są ograniczone czasowo i ustępują bez komplikacji. Czas inkubacji trwa od kilku dni do ponad miesiąca. Pierwszym objawem bakteriemii są napady dreszczy poprzedzających gorączkę. Później (u chorych niebędących nosicielami wirusa HIV) choroba może obrać następujący przebieg:
- w najkrótszej formie pojedynczy atak gorączki kończy się po 4–5 dniach
- zwykle pacjent doświadcza kilku napadów gorączkowych, każdy z nich trwa ok. 5 dni
- forma ciągła charakteryzuje się nieustępującą, podwyższoną temperaturą ciała przez okres kilku tygodni
- rzadko zdarza się, że objawy gorączkowe w ogóle nie występują

W trakcie choroby pacjent może skarżyć się z powodu bólów głowy, zawrotów, bólu zaoczodołowego, zapalenia spojówek, oczopląsu, bólów mięśniowych oraz stawowych, hepatosplenomegalii, wysypki itp. Dość często pojawia się ból w obrębie goleni. Bakteriemia, którą trudno wykryć rutynowym posiewem, czasami prowadzi do rozwoju zapalenia wsierdzia. Przy braku odpowiedniej terapii infekcja B. quintana może przejść w formę przewlekłą.
U nosicieli HIV występują nieswoiste objawy wycieńczenia, bóle ciała, utrata wagi oraz coraz bardziej trawiące nawroty gorączki. Uszkodzenia w obrębie OUN mogą rzutować na stan psychiczny pacjenta.

## Diagnoza

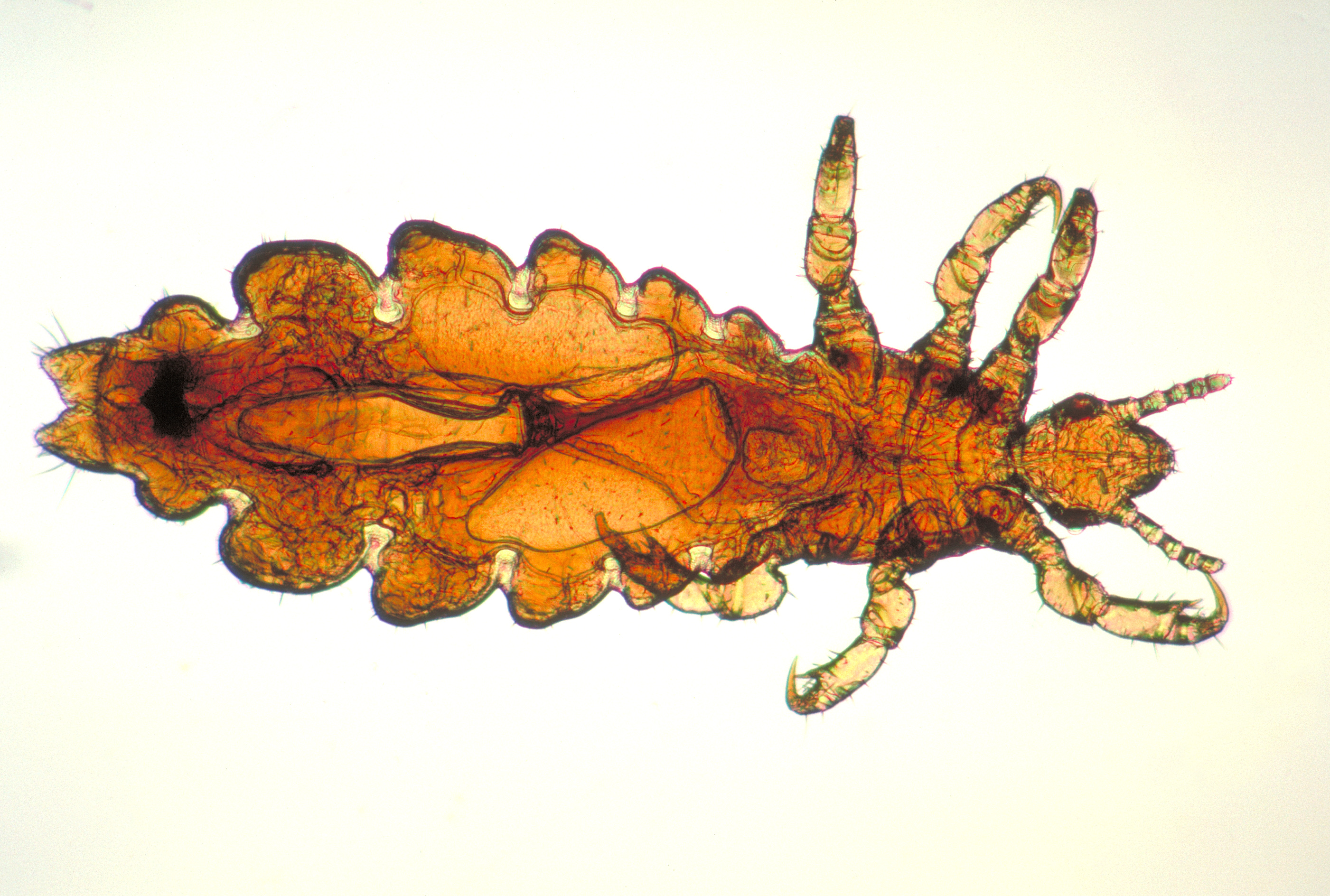
Wesz ludzka

Gorączkę okopową sugeruje obecność czynników sprzyjających zakażeniu w wywiadzie i typowy przebieg toru gorączkowego. Rozpoznanie ostateczne można wykonać na podstawie posiewu metodą zmodyfikowaną, hodowli tkankowej patogenu, badań serologicznych, immunocytochemicznych lub wykorzystujących metody molekularne (głównie PCR).
Miano bakterii jest zbyt niskie, aby można było je uwidocznić w rozmazie krwi. Czasem pomaga dodanie specyficznego odczynnika IF. Materiał do izolacji to zwykle krew lub zmienione chorobowo tkanki. Bartonella spp. mogą być hodowane na mediach bezkomórkowych; są jednak dosyć wybrednymi drobnoustrojami i potrzebują dodatków wzbogacających pożywkę (np. wyciąg z serca królika).
Stwierdzenie w hodowli: powolnego wzrostu przez okres ponad 7 dni, małych zaokrąglonych Gram(-) pałeczek (widocznych pod mikroskopem), negatywnych wyników prób na obecność katalazy i oksydazy nasuwa podejrzenie bakterii z rodzaju Bartonella.
Testy IFA oraz metody PCR są najwłaściwszą metodą określenia konkretnego gatunku. Próby serologiczne (IFA bądź EIA) wykorzystuje się zwykle do diagnostyki osób z objawami choroby kociego pazura lub nietypowych przypadków zapalenia wsierdzia, opon mózgowych lub mózgu.

## Leczenie
Dostępne są szczegółowe wytyczne leczenia zakażeń bakteryjnych Bartonella spp. Dobrą odpowiedź kliniczną uzyskano stosując antybiotyki z grupy makrolidów, tetracyklin oraz ryfampicyny. Profilaktyce zachorowań sprzyja poprawa warunków sanitarnych i eradykacja wektora.